# Lakinsk

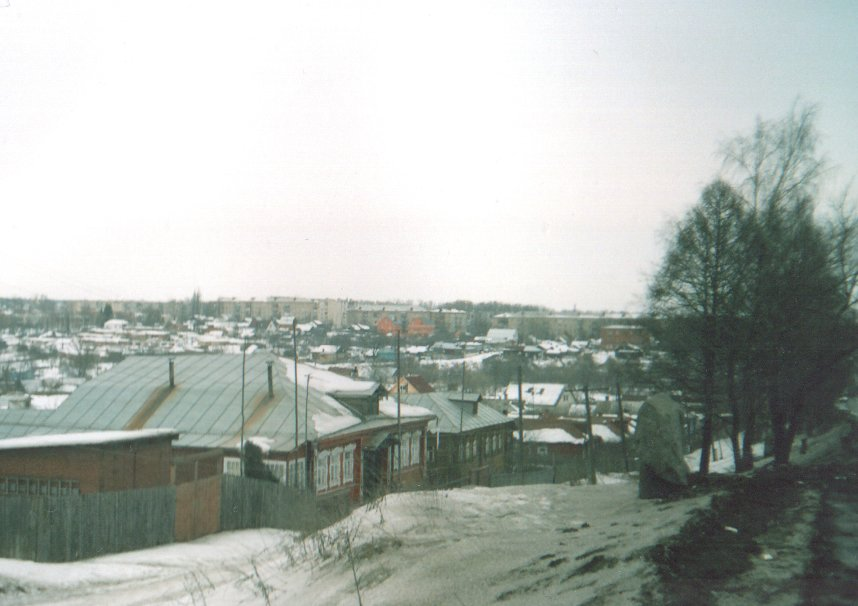
Lakinsk

Lakinsk (em russo:  Ла́кинск) é uma cidade do distrito de Sabinsky, do Oblast  de Vladimir, Rússia, localizado na margem esquerda do rio Klyazma, a 32 quilômetros (20 mi) a sudoeste de Vladimir, o centro administrativo da província. População: 15,715 (Censo De 2010)15,715 (Censo 2010 - resultados preliminares);  17,086 (Censo 2002); 18,918 (Censo 1989).

## História
Cresceu fora da aldeia de Undol (Ундол) que estava na mesma área como a cidade moderna e foi documentada desde pelo menos o fim do 15º século. Em 1889, uma fábrica de fiação e tecelagem foi aberta perto da aldeia. Conforme a fábrica se desenvolveu, a vila também cresceu. Em 1927, o Undol recebeu o status de assentamento e renomeou Lakinsky (Лакинский) após o líder do partido local. Foi concedido o status de cidade e renomeado Lakinsk em 1969.[carece de fontes?]

## Status administrativo e municipal
No âmbito das divisões administrativas, Lakinsk é subordinado diretamente ao distrito de Sobinsky. Como uma divisão municipal, a cidade de Lakinsk é incorporada dentro do distrito municipal de Sobinsky como o estabelecimento urbano de Lakinsk.